# УНАФ (футбольный союз)
Союз Футбольных Федераций Северной Африки, УНАФ (Union of North African Football Federations, UNAF) — Ассоциация контролирующая футбол в странах Северной Африки, контролируется КАФ. Создана в 2005 году. В настоящий момент в УНАФ входят четыре страны из пяти, Египет снял своё членство в 2009 году из-за инцидентов сопровождавших отборочный матч плей-офф к Чемпионату мира .

## Члены Ассоциации
- Алжир с 2005
- Ливия с 2005
- Марокко с 2005
- Тунис с 2005
- Египет с 2005 по 2009

## Турниры

### Существующие
| Соревнование                                 | Год  | Чемпионы          | Титулов | Второе место | Следующее соревнование |
| -------------------------------------------- | ---- | ----------------- | ------- | ------------ | ---------------------- |
| Кубок УНАФ среди команд до 23-х лет          | 2011 | Саудовская Аравия | 1       | Алжир        | 2015 (Перенесен)       |
| Кубок УНАФ среди молодёжных команд           | 2021 | Тунис             | 7       | Египет       |                        |
| Кубок УНАФ среди команд до 18-х лет          | 2019 | Марокко           | 1       | Египет       |                        |
| Кубок УНАФ среди команд до 17-х лет          | 2021 | Алжир             | 1       | Тунис        |                        |
| Кубок УНАФ среди команд до 16-х лет          | 2015 | Мавритания        | 1       | Тунис        |                        |
| Кубок УНАФ среди команд до 15-х лет          | 2019 | Марокко           | 2       | Алжир        |                        |
| Кубок УНАФ по мини-футболу                   | 2010 | Ливия             | 3       | Марокко      |                        |
| Клубный Кубок УНАФ                           | 2015 | Раджа             | 1       | Исмаили      |                        |
| Женский кубок УНАФ                           | 2020 | Марокко           | 1       | Танзания     |                        |
| Женский кубок УНАФ среди команд до 21-х года | 2019 | Алжир             | 1       | Марокко      |                        |
| Женский кубок УНАФ среди молодёжных команд   | 2020 | Марокко           | 1       | Танзания     |                        |
| Женский клубный Кубок УНАФ                   | 2010 | Беррешид          | 1       | Альже Сантр  |                        |

### Упразднённые
| Соревнование                  | Год  | Чемпионы     | Титулов | Второе место |
| ----------------------------- | ---- | ------------ | ------- | ------------ |
| Кубок чемпионов УНАФ          | 2010 | Клуб Африкен | 5       | МК Алжир     |
| Кубок обладателей кубков УНАФ | 2010 | ЕС Сетиф     | 1       | Аль-Наср     |
| Суперкубок УНАФ               | 2010 | ЕС Сетиф     | 1       | Сфаксьен     |